# Östra Svarttärnan
Östra Svarttärnan är en sjö i Gävle kommun i Gästrikland och ingår i Hamrångeån-Testeboåns kustområde.